# МКС-54
МКС-54 — пятьдесят четвёртая долговременная экспедиция Международной космической станции (МКС).
Начало экспедиции — это момент отстыковки от станции корабля «Союз МС-05» 14 декабря 2017 года, 05:14 UTC. В состав экспедиции вошёл экипаж корабля «Союз МС-06» из 3 человек, ранее прибывших на станцию и работавших в предыдущей экспедиции МКС-53. Позже, экспедиция пополнилась экипажем космического корабля «Союз МС-07» (с 19 декабря 2017 года, 08:39 UTC). С этого момента в экспедиции работало 6 человек. Завершилась экспедиция в момент отстыковки от станции корабля «Союз МС-06» 27 февраля 2018 года, 23:08 UTC. В этот момент экипаж пилотируемого корабля миссии Союз МС-07 начал работу экспедиции МКС-55.

## Экипаж
| Должность     | Первая часть (с 14 по 19 декабря 2017) | Вторая часть (с 19 декабря 2017 по 27 февраля 2018) | № полёта | Корабль доставки |
| ------------- | -------------------------------------- | --------------------------------------------------- | -------- | ---------------- |
| Командир      | Александр Мисуркин                     | Александр Мисуркин                                  | 2        | Союз МС-06       |
| Бортинженер-1 | Марк Т. Ванде Хай                      | Марк Т. Ванде Хай                                   | 1        | Союз МС-06       |
| Бортинженер-2 | Джозеф Акаба                           | Джозеф Акаба                                        | 3        | Союз МС-06       |
| Бортинженер-3 |                                        | Антон Шкаплеров                                     | 3        | Союз МС-07       |
| Бортинженер-4 |                                        | Скотт Тингл                                         | 1        | Союз МС-07       |
| Бортинженер-5 |                                        | Норисигэ Канаи                                      | 1        | Союз МС-07       |

## Ход экспедиции

### Выходы в открытый космос
1. 23 января 2018 года,  Марк Т. Ванде Хай и  Скотт Тингл, из модуля Квест, длительность 7 часов 24 минуты, ремонт канадского манипулятора[1].
2. 2 февраля 2018 года,  Александр Мисуркин и  Антон Шкаплеров, из модуля Пирс, длительность 8 часов 13 минут[2][3], выполнены работы по демонтажу выводимого из эксплуатации приёмного устройства и установке на поверхности модуля Звезда нового модуля широкополосной системы связи, который обеспечит почти круглосуточную двустороннюю передачу информации с российского сегмента МКС на наземные пункты слежения[4]. Установлен рекорд длительности выхода в российских скафандрах[5].
3. 16 февраля 2018 года,  Марк Т. Ванде Хай и  Норисигэ Канаи, из модуля Квест, длительность 5 часов 57 минут, ремонт канадского манипулятора[6].

### Принятые грузовые корабли
1. SpaceX CRS-13, запуск 15 декабря 2017 года, стыковка 17 декабря 2017 года.
2. Прогресс МС-08, запуск 13 февраля 2018 года, стыковка 15 февраля 2018 года.

В период экспедиции МКС-54 по Российской программе планировались к реализации 53 эксперимента, из них 44 должны были быть выполнены с участием экипажа.